# Acanthuchus proclivus
Acanthuchus proclivus är en insektsart som beskrevs av Goding 1949. Acanthuchus proclivus ingår i släktet Acanthuchus och familjen hornstritar. Inga underarter finns listade i Catalogue of Life.